# 20784 Trevorpowers
20784 Trevorpowers è un asteroide della fascia principale. Scoperto nel 2000, presenta un'orbita caratterizzata da un semiasse maggiore pari a 2,4125160 UA e da un'eccentricità di 0,0699746, inclinata di 5,42940° rispetto all'eclittica.